# Tachovský vodopád
Tachovský vodopád je přírodní památka západně od vesnice Tachov, místní části obce Troskovice v okrese Semily v Libereckém kraji. Chráněné území spravuje Agentura ochrany přírody a krajiny ČR – regionální pracoviště Liberecko. Předmětem ochrany je geomorfologický fenomén (kaskáda z kompaktního pěnovce, sintrové povlaky na křemenném pískovci, skalní perforace a jeskyně) a výskyt chráněné rostliny bledule jarní (Leucojum vernum).

## Geologie
Chráněné území se nachází asi 200 metrů jihozápadně od Tachova na bezejmenném levostranném přítoku potoka Jordánky. Tento vodní tok vyhloubil v měkkých vápnitých jílovcích březenského souvrství údolí s travertinovými kaskádami, jejichž součástí je asi deset metrů vysoký vodopád v místě, kde potok překonává skalní stěnu, tvořenou pískovci teplického souvrství. Ve zdejším travertinu jsou uzavřeny listy stromů a dokonce i kousky komunálního odpadu, což naznačuje, že tento přírodní výtvor má poměrně mladou historii. Zdrojem travertinu jsou nejspíše místní vápnité sedimenty, které se jinde v okolí nevyskytují. Zdejších pískovce jsou pokryty vápnitými útvary a sintrovými povlaky. Pod převisem vodopádu se nachází asi deset centimetrů velký stalagmit.

## Přístup

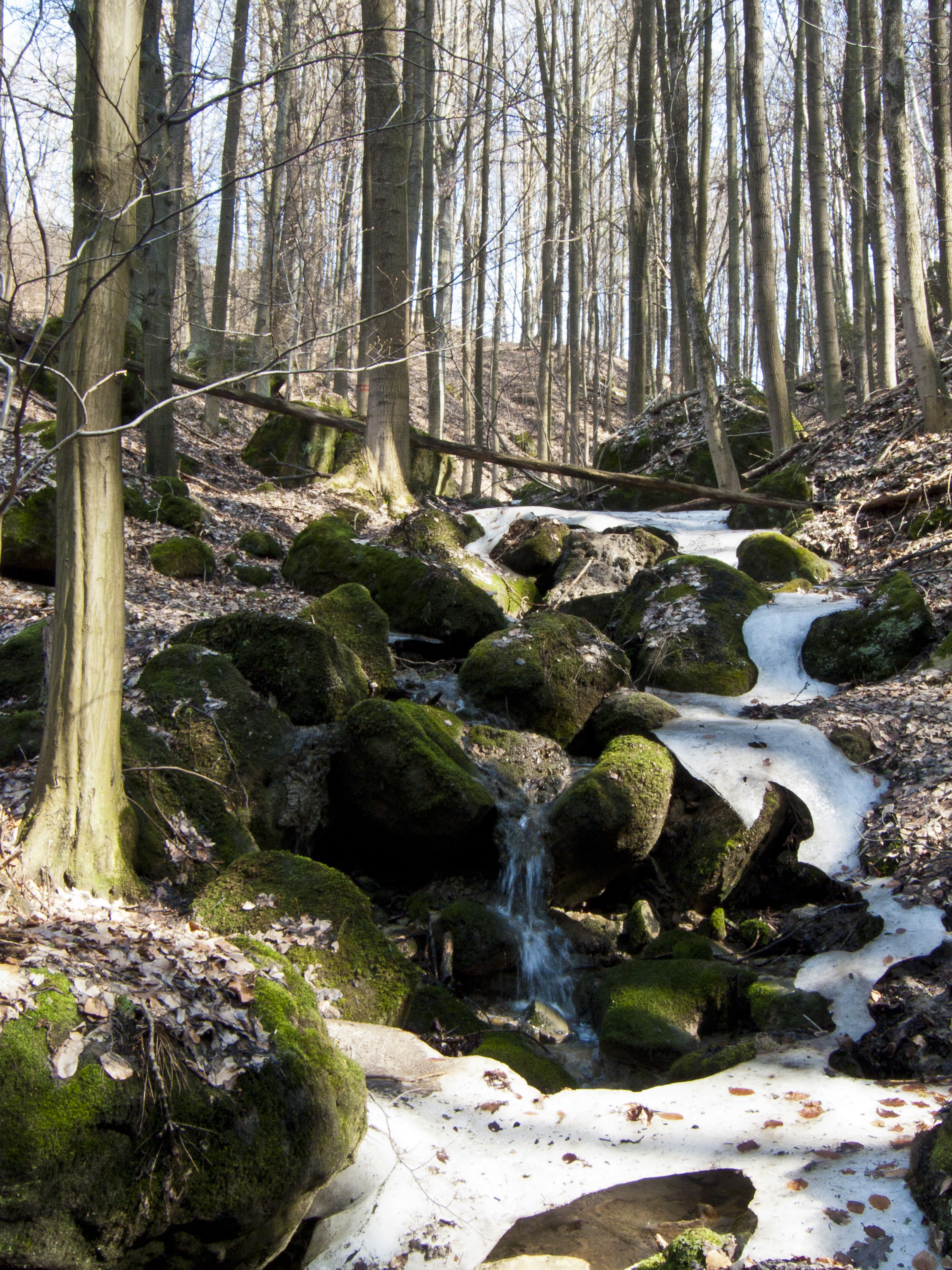
Kaskády v lese u Tachova

Vsí Tachov vede červeně značená Zlatá stezka Českého ráje, ale přímo do prostoru přírodní památky žádná cesta nevede. Asi 500 metrů západně od Tachovského vodopádu vede kolem rybníka Krčák a hranice přírodní rezervace Podtrosecká údolí místní komunikace z Troskovic ke kempu u rybníka Vidlák.